# Holger Drachmann
Holger Henrik Herholdt Drachmann (9. října 1846 Kodaň – 14. ledna 1908 Hornbæk, Dánsko) byl dánský básník a malíř. Patřil k předním představitelům přelomu moderny. 

## Životopis
Narodil se v Kodani, kde jeho otec Andreas Georg Drachmann (1810–1892) působil jako chirurg u dánského námořnictva, matka byla Wilhelmína Marie Stæhr (1820–1857). Vlastní sourozenci byli: Erna Juel-Hansen, Mimi Boye, Johanne Friis, Harriet, jeho nevlastní sourozenci (matka Clara Sørensen [1836–1895]) Anders, Harriet Bentzon a Martha Bentzon. 
V roce 1868 ho rodina poslala na Bornholm. Zde se vyučil malířem u C. F. Sørensena. Hodně se stýkal s bornholmským malířem Kristianem Zahrtmannem. Ačkoli byl vyučen malířem, jeho přízeň si získala poezie. Dne 3. listopadu 1871 se v Gentofte oženil s Vilhelmínou Erichsen (1852–1935), kterou poznal na Bornholmu. 
Průlom v Drachmannově literární tvorbě přinesla v roce 1872 sbírka Digte (básně) věnovaná příteli Georgu Brandesovi. Drachmann byl znám jako muž, který se nechal inspirovat mnoha ženami, což také často vedlo ke skandálům. Jeho manželství se rozpadlo již v roce 1874. Vilhelmína se krátce nato provdala za bohatého krajana Valdemara Hilariuse-Kalkaua, který adoptoval Drachmannovu dceru Evu (1874–1954). Drachmann si v té době začal románek s vdanou Polly Gardlundovou roz. Culmsee (1850–1900), která však poměr ukončila krátce poté, co mu porodila dceru Gerdu (1874).
Poté se v Hamburku seznámil s Emmou Culmsee (1854–1928). Zaujal ji a svěřil se jí se svým životním příběhem. Když Emmy zjistila, že to byla její sestra Polly, kdo Drachmanna opustil, odešla do Anglie. Její náklonnost k němu však byla větší a roku 1879 se vzali. S Polly adoptovali Drachmannovu dceru Gerdu a s Emmy následovaly další děti (Jens, Svend, Kisbeth, Ragnhilda a Poul).
Brzy poté se básník a malíř zamiloval do Amandy Nielsenové (1866–1953), které říkal Edith. Stala se jeho největší múzou. Rozvést s Emmy si ale nedovolil. Amanda s ním však přerušila kontakt, když si našla bohatého výrobce klobás. Mezitím on navázal vztah se zpěvačkou Bokken Lassonovou (1871–1970). To však netrvalo dlouho, protože se zamiloval do její sestry Sofie Lassonové (1873–1917). Ta ho v roce 1903 donutila k rozvodu s Emmy a téhož roku se vzali.
V roce 1883 se Drachmann rozešel s Brandesovým hnutím, přidal se ke konzervativcům a následujících půl tuctu let vystupoval jako národní, tradiční spisovatel. Z tohoto období pocházely některá z jeho nejpopulárnějších dramat, například Der var engang (1887). Od počátku 90. let 19. století se znovu připojil k Moderne Gennembrud, aniž by příliš změnil svá témata.
V roce 1887 se stal rytířem řádu Dannebrog a v roce 1906 komturem 2. stupně. Drachman koncem 19. století pravidelně pobýval ve Skagenu, aby maloval mezi skagenskými malíři. Zemřel v Hornbæku v roce 1908 a byl pohřben ve Skagenu.  

### Malíř Drachmann
Drachmann se v roce 1866 zapsal na Akademii výtvarných umění v Kodani. Zde ho vyučovali mj. Eckersbergův žák Wilhelm Marstrand a malíř mořských plavidel C. F. Sørensen. Velkou část studia strávil Drachmann na ostrově Bornholm, kde našel inspiraci v moři a lodích. Debutoval na Jarní výstavě v Charlottenborgu v roce 1869 a následujících pět let byl její pravidelnou součástí.
Malování bylo pro něj vedlejší činností, protože peníze mu vydělávalo psaní. To však nutně neznamená, že malování bylo jen jeho koníčkem. Kolem roku 1880 Drachmannova druhá manželka Emmy ve svých pamětech napsala:
| „                | Jinak hodně maloval a nikdy nevyšel ven, aniž by měl u sebe skicák. Uvědomila jsem si, že malování bylo jeho vášní. Nikdy jsme nešli na procházku, aniž by "maloval", rukou stínil oči, rámoval nějaký motiv a mluvil o barvách, které použije. Také dokázal výlet náhle přerušit slovy: „Ne, tohle musím nakreslit!“ – načež se do toho pustil a úplně zapomněl, že tam jsem. | “ |
| — Emmy Drachmann | |   |

### Rodina
Holger Drachmann byl mladším bratrem pedagožky a feministky Erny Juel-Hansenové (1845–1922), nevlastním bratrem klasického filologa Anderse Bjørna Drachmanna (1860–1935), bratrancem politika Vigga Hørupa (1841–1902) a jeho manželky, zástupkyně školního inspektora Emmy Hørupové (1836–1923). Byl otcem malířky a spisovatelky Evy Drachmannové (1874–1954), malíře Jense Drachmanna (1880–1929) a politika a spisovatele Poula Drachmanna (1887–1941).

## Dílo

### V češtině
- Román na písčinách – in: 1000 nejkrásnějších novel... č. 32, úvod František Sekanina, přeložil Gustav pallas, s. 9–21. Praha: J. R. Vilímek, 1913